# Drosophila lowei
Drosophila lowei är en tvåvingeart som beskrevs av Heed, Crumpacker och Ehrman 1968. Drosophila lowei ingår i släktet Drosophila och familjen daggflugor.
Artens utbredningsområde är Arizona.